# Citibank Italia
 Citibank Italia  è stata una banca italiana.

## Storia
Citibank Italia fu costituita nel 1986 a seguito della cessione del pacchetto di maggioranza della Banca Centro Sud dal Banco di Roma al gruppo Citicorp.
Nel 1916 il gruppo Citibank aprì una prima filiale a Genova, per assistere le attività commerciali americane in Europa, trasferita poi a Milano qualche anno dopo.
L'ex Banca Centro Sud operò esclusivamente nel sud Italia, con l'eccezione degli sportelli di Firenze, Torino e Milano, acquisiti tra il 1987 e il 1990 da Citibank National Association.